# Championnats de Belgique d'athlétisme 2013
En 2013 les Championnats de Belgique d'athlétisme toutes catégories se sont tenus les 20 et 21 juillet au stade Roi-Baudouin à Bruxelles.
L'épreuve des 10 000 mètres hommes et dames se sont déroulés le samedi 4 mai à Duffel. Le lancer du marteau s'est déroulé le 21 juillet à Nivelles.  Le 3 000 m steeple femmes s'est déroulé le 10 août à Huizingen.

## Résultats courses

### 100 m
| rang               | athlète            | prestation |
| ------------------ | ------------------ | ---------- |
| Médaille d'or      | Damien Broothaerts | 10 s 51    |
| Médaille d'argent  | Julien Watrin      | 10 s 55    |
| Médaille de bronze | Chamberry Muaka    | 10 s 74    |

| rang               | athlète       | prestation |
| ------------------ | ------------- | ---------- |
| Médaille d'or      | Anne Zagré    | 11 s 46    |
| Médaille d'argent  | Hanne Claes   | 11 s 68    |
| Médaille de bronze | Olivia Borlée | 11 s 69    |

### 200 m
| rang               | athlète         | prestation |
| ------------------ | --------------- | ---------- |
| Médaille d'or      | Jonathan Borlée | 20 s 38    |
| Médaille d'argent  | Julien Watrin   | 20 s 80    |
| Médaille de bronze | Pieter De Rycke | 21 s 51    |

| rang               | athlète          | prestation |
| ------------------ | ---------------- | ---------- |
| Médaille d'or      | Hanne Claes      | 23 s 33    |
| Médaille d'argent  | Olivia Borlée    | 23 s 41    |
| Médaille de bronze | Justine Desondre | 24 s 01    |

### 400 m
| rang               | athlète      | prestation |
| ------------------ | ------------ | ---------- |
| Médaille d'or      | Kévin Borlée | 44 s 73    |
| Médaille d'argent  | Dylan Borlée | 45 s 80    |
| Médaille de bronze | Will Oyowe   | 45 s 88    |

| rang               | athlète          | prestation |
| ------------------ | ---------------- | ---------- |
| Médaille d'or      | Laetitia Libert  | 53 s 69    |
| Médaille d'argent  | Kimberley Efonye | 54 s 10    |
| Médaille de bronze | Sofie Daelemans  | 54 s 85    |

### 800 m
| rang               | athlète            | prestation    |
| ------------------ | ------------------ | ------------- |
| Médaille d'or      | Jan Van Den Broeck | 1 min 49 s 30 |
| Médaille d'argent  | Jerome Kahia       | 1 min 49 s 62 |
| Médaille de bronze | Joren Bouckaert    | 1 min 51 s 21 |

| rang               | athlète       | prestation    |
| ------------------ | ------------- | ------------- |
| Médaille d'or      | Sofie Lauwers | 2 min 09 s 01 |
| Médaille d'argent  | Sara Segers   | 2 min 09 s 11 |
| Médaille de bronze | Agnes Laurent | 2 min 09 s 46 |

### 1 500 m
| rang               | athlète        | prestation    |
| ------------------ | -------------- | ------------- |
| Médaille d'or      | Kim Ruell      | 3 min 54 s 50 |
| Médaille d'argent  | Tarik Moukrime | 3 min 54 s 61 |
| Médaille de bronze | Isaac Kimeli   | 3 min 54 s 84 |

| rang               | athlète             | prestation    |
| ------------------ | ------------------- | ------------- |
| Médaille d'or      | Sofie Van Accom     | 4 min 20 s 76 |
| Médaille d'argent  | Valerie Van Bogaert | 4 min 21 s 23 |
| Médaille de bronze | Marlies Schils      | 4 min 23 s 44 |

### 5 000 m
| rang               | athlète              | prestation     |
| ------------------ | -------------------- | -------------- |
| Médaille d'or      | Abdelhadi El Hachimi | 13 min 59 s 33 |
| Médaille d'argent  | Koen Naert           | 14 min 00 s 50 |
| Médaille de bronze | Mats Lunders         | 14 min 06 s 63 |

| rang               | athlète           | prestation     |
| ------------------ | ----------------- | -------------- |
| Médaille d'or      | Veerle Van linden | 17 min 12 s 17 |
| Médaille d'argent  | Ellen Van Leeuwen | 17 min 46 s 84 |
| Médaille de bronze | Silvie Mulle      | 17 min 52 s 09 |

### 10 000 m
| rang               | athlète              | prestation     |
| ------------------ | -------------------- | -------------- |
| Médaille d'or      | Abdelhadi El Hachimi | 29 min 00 s 02 |
| Médaille d'argent  | Mats Lunders         | 29 min 03 s 75 |
| Médaille de bronze | Stijn Garain         | 29 min 08 s 81 |

| rang               | athlète                | prestation     |
| ------------------ | ---------------------- | -------------- |
| Médaille d'or      | Els Rens               | 35 min 14 s 84 |
| Médaille d'argent  | Hanna Vandenbussche    | 36 min 19 s 25 |
| Médaille de bronze | Tulu Ferahiwat Gamachu | 36 min 38 s 63 |

## Résultats obstacles

### 110 m haies/100 m haies
| rang               | athlète            | prestation |
| ------------------ | ------------------ | ---------- |
| Médaille d'or      | Adrien Deghelt     | 13 s 55    |
| Médaille d'argent  | Damien Broothaerts | 13 s 84    |
| Médaille de bronze | Dario De Borger    | 13 s 87    |

| rang               | athlète       | prestation |
| ------------------ | ------------- | ---------- |
| Médaille d'or      | Anne Zagré    | 12 s 85    |
| Médaille d'argent  | Sara Aerts    | 12 s 95    |
| Médaille de bronze | Eline Berings | 13 s 28    |

### 400 m haies
| rang               | athlète        | prestation |
| ------------------ | -------------- | ---------- |
| Médaille d'or      | Tim Rummens    | 50 s 23    |
| Médaille d'argent  | Stef Vanhaeren | 50 s 63    |
| Médaille de bronze | Erik Heggen    | 50 s 78    |

| rang               | athlète        | prestation    |
| ------------------ | -------------- | ------------- |
| Médaille d'or      | Axelle Dauwens | 55 s 96       |
| Médaille d'argent  | Katrijn Boone  | 1 min 02 s 30 |
| Médaille de bronze | Inge Bellemans | 1 min 03 s 59 |

### 3 000 m steeple
| rang               | athlète            | prestation    |
| ------------------ | ------------------ | ------------- |
| Médaille d'or      | Krijn Van Koolwijk | 9 min 05 s 21 |
| Médaille d'argent  | Mathijs Casteele   | 9 min 10 s 06 |
| Médaille de bronze | Dries Busselot     | 9 min 12 s 22 |

| rang               | athlète              | prestation     |
| ------------------ | -------------------- | -------------- |
| Médaille d'or      | Veerle Dejaeghere    | 10 min 10 s 34 |
| Médaille d'argent  | Sofie Picavet        | 10 min 53 s 52 |
| Médaille de bronze | Jolien Van Hoorebeke | 11 min 07 s 98 |

## Résultats sauts

### Saut en longueur
| rang               | athlète           | prestation |
| ------------------ | ----------------- | ---------- |
| Médaille d'or      | Corentin Campener | 7,51 m     |
| Médaille d'argent  | Jeroen Van Mulder | 7,46 m     |
| Médaille de bronze | Nicolas Stempnick | 7,44 m     |

| rang               | athlète          | prestation |
| ------------------ | ---------------- | ---------- |
| Médaille d'or      | Camille Laus     | 6,03 m     |
| Médaille d'argent  | Jesse Vercruysse | 5,90 m     |
| Médaille de bronze | Jolien Leemans   | 5,86 m     |

### Triple saut
| rang               | athlète           | prestation |
| ------------------ | ----------------- | ---------- |
| Médaille d'or      | Leopold Kapata    | 15,28 m    |
| Médaille d'argent  | Solomon Commey    | 15,21 m    |
| Médaille de bronze | Corentin Campener | 14,47 m    |

| rang               | athlète          | prestation |
| ------------------ | ---------------- | ---------- |
| Médaille d'or      | Sietske Lenchant | 12,54 m    |
| Médaille d'argent  | Nele Mommen      | 12,27 m    |
| Médaille de bronze | Stefie Mievis    | 12,12 m    |

### Saut en hauteur
| rang               | athlète        | prestation |
| ------------------ | -------------- | ---------- |
| Médaille d'or      | Bram Ghuys     | 2,20 m     |
| Médaille d'argent  | Arne Peeters   | 2,04 m     |
| Médaille de bronze | Timothy Hubert | 2,01 m     |

| rang               | athlète           | prestation |
| ------------------ | ----------------- | ---------- |
| Médaille d'or      | Hanne Van Hessche | 1,88 m     |
| Médaille d'argent  | Sarah De Vogelaer | 1,71 m     |
| Médaille de bronze | Alice Mercenier   | 1,71 m     |

### Saut à la perche
| rang               | athlète                 | prestation |
| ------------------ | ----------------------- | ---------- |
| Médaille d'or      | Thomas Van Der Plaetsen | 5,35 m     |
| Médaille d'argent  | Sebastien Hoffelt       | 5,00 m     |
| Médaille de bronze | Ben Broeders            | 4,90 m     |

| rang               | athlète           | prestation |
| ------------------ | ----------------- | ---------- |
| Médaille d'or      | Fanny Smets       | 4,25 m     |
| Médaille d'argent  | Chloé Henry       | 4,15 m     |
| Médaille de bronze | Anouk Vercauteren | 3,70 m     |

## Résultats lancers

### Lancer du poids
| rang               | athlète           | prestation |
| ------------------ | ----------------- | ---------- |
| Médaille d'or      | Jurgen Verbrugghe | 17,42 m    |
| Médaille d'argent  | Jarno Wagemans    | 16,29 m    |
| Médaille de bronze | Bart Pauwels      | 15,38 m    |

| rang               | athlète              | prestation |
| ------------------ | -------------------- | ---------- |
| Médaille d'or      | Jolien Boumkwo       | 14,74 m    |
| Médaille d'argent  | Catherine Timmermans | 14,55 m    |
| Médaille de bronze | Sophie Verlinden     | 13,48 m    |

### Lancer du disque
| rang               | athlète        | prestation |
| ------------------ | -------------- | ---------- |
| Médaille d'or      | Philip Milanov | 58,86 m    |
| Médaille d'argent  | Edwin Nijs     | 52,50 m    |
| Médaille de bronze | Sem Bras       | 50,24 m    |

| rang               | athlète            | prestation |
| ------------------ | ------------------ | ---------- |
| Médaille d'or      | Annelies Peetroons | 51,24 m    |
| Médaille d'argent  | Elke Gys           | 44,24 m    |
| Médaille de bronze | Moly Borbouse      | 43,81 m    |

### Lancer du javelot
| rang               | athlète        | prestation |
| ------------------ | -------------- | ---------- |
| Médaille d'or      | Thomas Smet    | 73,55 m    |
| Médaille d'argent  | Timothy Herman | 72,97 m    |
| Médaille de bronze | Tom Goyvaerts  | 69,10 m    |

| rang               | athlète               | prestation |
| ------------------ | --------------------- | ---------- |
| Médaille d'or      | Alice Fleury          | 45,74 m    |
| Médaille d'argent  | Katoke Van Den Brulle | 45,70 m    |
| Médaille de bronze | Sarah Vermeir         | 42,97 m    |

### Lancer du marteau
| rang               | athlète            | prestation |
| ------------------ | ------------------ | ---------- |
| Médaille d'or      | Nicolas Pierre     | 63,15 m    |
| Médaille d'argent  | Walter De Wyngaert | 61,76 m    |
| Médaille de bronze | Tim De Coster      | 58,01 m    |

| rang               | athlète         | prestation |
| ------------------ | --------------- | ---------- |
| Médaille d'or      | Jolien Boumkwo  | 57,29 m    |
| Médaille d'argent  | Irina Sustelo   | 53,81 m    |
| Médaille de bronze | Frederique Neys | 52,15 m    |

## Sources
- Ligue Belge Francophone d'Athlétisme
- Résultats